# Transfusion (revista)
Transfusion es una revista médica mensual revisada por pares que cubre la medicina transfusional y es publicada por Wiley en nombre de la Association for the Advancement of Blood & Biotherapies (Asociación para el Avance de la Sangre y las Bioterapias) . Según Journal Citation Reports , tuvo un factor de impacto en 2021de 3.337. La revista se estableció en 1960 con Tibor J. Greenwalt como editor en jefe fundador .  A partir de 2021, el editor en jefe es Richard Kaufman. 
La revista está resumida e indexada en Scopus, Index Medicus / MEDLINE / PubMed, EMBASE, CINAHL, BIOSIS Previews, CAB Abstracts , Current Contents / Clinical Medicine and Life Sciences, Biological Abstracts y Science Índice de citas ampliado.